# Musculus levator veli palatini
Der Musculus levator veli palatini (lat. für „Gaumensegelheber“) ist ein rundlicher Skelettmuskel des Kopfes. Er entspringt an der Pars petrosa des Schläfenbeins (Os temporale) und der Innenplatte der Eustachi-Röhre und strahlt in das Gaumensegel (Velum palatinum, auch „weicher Gaumen“ Palatum molle) ein. Er spannt sich beim Schluckakt an und hebt das Gaumensegel. Dadurch verhindert er das Eindringen von Nahrung in den Nasenrachen. Die Innervation erfolgt durch das Rachengeflecht (Plexus pharyngeus), hauptsächlich über Fasern des Nervus vagus (Hirnnerv X).
Zudem unterstützt der Muskel, zusammen mit dem Musculus tensor veli palatini, die Öffnung der Eustachi-Röhre und ist damit am Druckausgleich zwischen Außenwelt und Mittelohr beteiligt. Bei Pferden liegt der Muskel dementsprechend an der Luftsackklappe und regelt deren Öffnung.